# Eperua praesagata
Eperua praesagata är en ärtväxtart som beskrevs av John Macqueen Cowan. Eperua praesagata ingår i släktet Eperua och familjen ärtväxter. Inga underarter finns listade i Catalogue of Life.